# Silverton, Texas

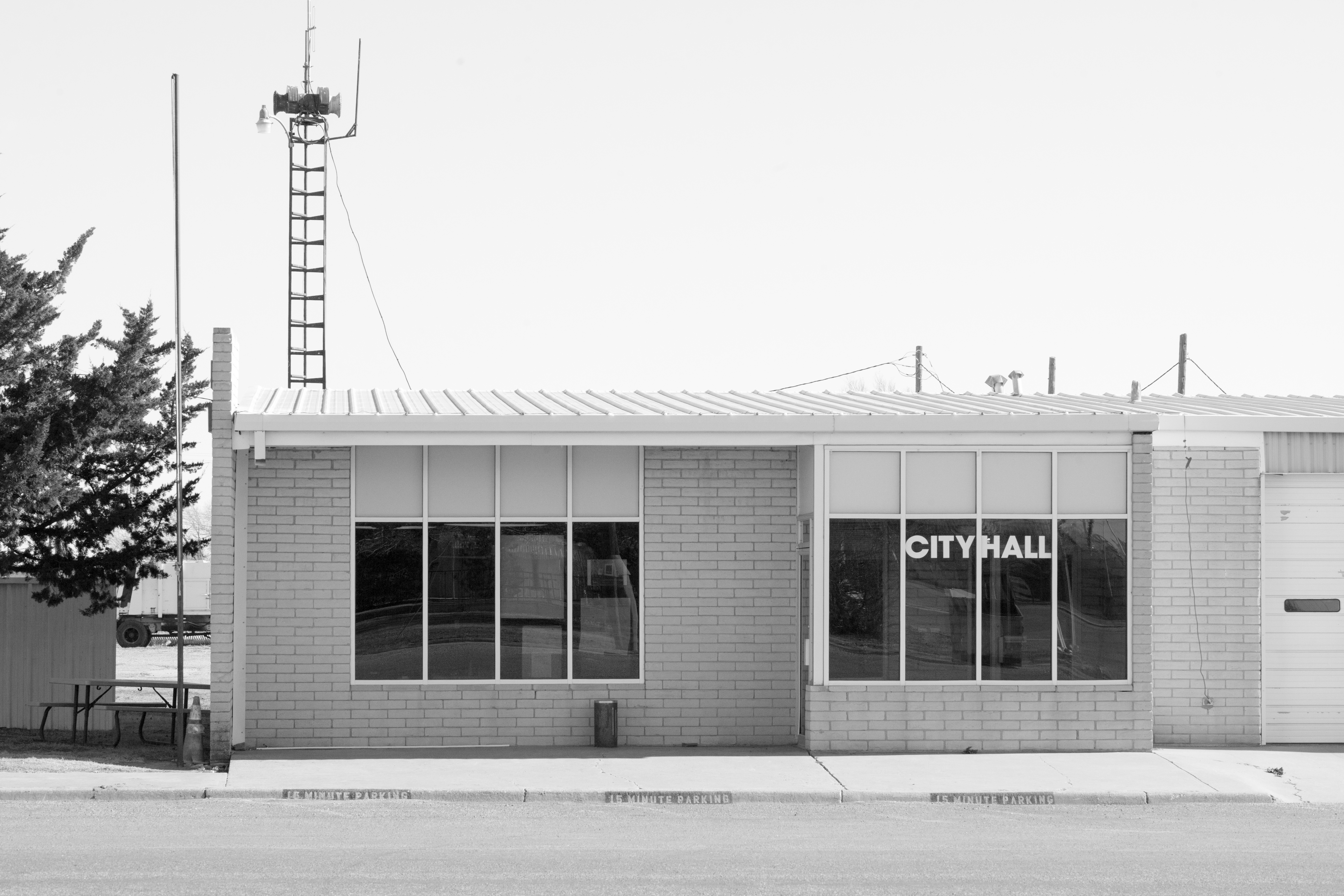

Silverton là một thành phố trong quận Briscoe, Texas, Hoa Kỳ. Dân số là 771 người theo điều tra dân số năm 2000. Nó là quận lỵ của quận Briscoe 6. 

## Địa lý
Theo Cục điều tra dân số Hoa Kỳ, thành phố có tổng diện tích là 1,0 dặm vuông (2,6 km ²), tất cả là diện tích đất.

## Dân số
Theo điều tra dân số  2 của năm 2000, đã có 771 người, 303 hộ gia đình, và 217 gia đình sống trong thành phố. Mật độ dân số là 766,4 người / dặm vuông (294.7/km ²). Đã có 362 đơn vị nhà ở với mật độ trung bình là 359.8/sq mi (138.4/km ²). Cơ cấu chủng tộc dân cư thành phố này là 79,51% người da trắng, 0,52% người Mỹ gốc Phi, 0,78% người Mỹ bản xứ, 15,69% từ các chủng tộc khác, và 3,50% từ hai hoặc nhiều chủng tộc. Hispanic hay Latino thuộc chủng tộc nào được 28,15% dân số.
Đã có 303 hộ, trong đó 31,7% có trẻ em dưới 18 tuổi sống chung với họ, 60,7% là đôi vợ chồng sống với nhau, 7,6% có chủ hộ là nữ không có mặt chồng, và 28,1% đã không có gia đình. 26,4% của tất cả các hộ gia đình được tạo bởi các cá nhân và 16,5% có người sống một mình 65 tuổi trở lên được người. Bình quân mỗi hộ là 2,54 và cỡ gia đình trung bình là 3,09.
Trong thành phố, dân cư có độ tuổi với 28,7% ở độ tuổi dưới 18, 7,3% 18-24, 22,7% 25-44, 21,1% 45-64, và 20,2% 65 tuổi trở lên. Tuổi trung bình là 38 năm. Cứ mỗi 100 nữ có 86,7 nam giới. Cứ mỗi 100 nữ 18 tuổi trở lên, có 88,4 nam giới.
Thu nhập trung bình cho một hộ gia đình trong thành phố là $ 27.014, và thu nhập trung bình cho một gia đình là $ 32,308. Nam giới có thu nhập trung bình $ 23.750 so với 16.750 $ cho phái nữ. Thu nhập trên đầu cho thành phố là 13.416 $. Giới 12,1% gia đình và 17,6% dân số sống dưới mức nghèo khổ, bao gồm 29,4% những người dưới 18 tuổi và 12,3% có độ tuổi từ 65 trở lên.